# 鬚鯊科
鬚鯊科（學名：Orectolobidae）是鬚鮫目的一科。

## 分布
鬚鯊生活在西太平洋和东印度洋热带温和的浅水中，主要在澳大利亚和印度尼西亚水域中，其中一种也生活在日本海域中（日本鬚鯊 Orectolobus japonicus）。

## 深度
水深3至110公尺。

## 特徵
鬚鯊體呈圓筒狀或肥厚而平扁。口為短橫裂，鼻口間溝發達，口角有唇摺。鰓裂小或中等，後方第一至第三鰓裂在胸鰭基底上方。背鰭2枚，第一背鰭遠較尾鰭為短，其起點在腹鰭上方或略後。臀鰭在第二背鰭下方。尾鰭長或短，後緣部為彎月狀，後端下方有缺刻，尾基無凹窪。

## 分類
鬚鯊科下分3屬13種，如下：

### 葉鬚鯊屬EucrossorhinusRegan, 1908
- 葉鬚鯊 Eucrossorhinus dasypogon Bleeker, 1867
- †Eucrossorhinus microcuspidatus Case 1978

### 鬚鯊属OrectolobusBonaparte, 1834
- 花斑鬚鯊 Orectolobus floridus Last & Chidlow, 2008
- 赫爾鬚鲨 Orectolobus halei Whitley, 1940.[2]
- 哈欽斯鬚鯊 Orectolobus hutchinsi Last, Chidlow & Compagno, 2006.[3]
- 日本鬚鯊 Orectolobus japonicus Regan, 1906：又稱日本鬚鮫。
- 細線鬚鯊 Orectolobus leptolineatus Last, Pogonoski & W. T. White, 2010
- 斑点鬚鯊 Orectolobus maculatus Bonnaterre, 1788：又稱斑紋鬚鯊、班鬚鮫。
- 妆饰鬚鯊 Orectolobus ornatus De Vis, 1883
- 矮斑鬚鯊 Orectolobus parvimaculatus Last & Chidlow, 2008
- 網紋鬚鯊 Orectolobus reticulatus Last, Pogonoski & W. T. White, 2008
- 沃氏鬚鯊 Orectolobus wardi Whitley, 1939

### 疣背鬚鯊屬SutorectusWhitley, 1939：又稱鞋頭鲨屬
- 疣背鬚鯊 Sutorectus tentaculatus W. K. H. Peters, 1864：又稱鞋頭鲨。

化石屬包括：
- Eometlaouia Noubhani & Cappetta, 2002

## 生態
鬚鯊生活在海底，大多数时间它们静沉在海底，往往附于岩石和海草之间。最大的鬚鯊是斑点鬚鯊（Orectolobus maculatus），可以长达3.2米。鬚鯊身上大块的、对称的图案使它们看上去像地毯，为它们提供了很好的伪装。此外它们的嘴边的皮肤上还有小植物似的突出物，更加改善了它们的伪装。鬚鯊依靠这样的伪装躲藏在岩石间，袭击游得太近的小鱼。
鬚鯊不食人，假如它们不受到挑衅的话也不造成威胁。有人不小心在浅水踩到鬚鯊後被咬。潜水的人假如对它们进行挑衅或者抓它们，或者将它们的逃路切断的话也会被咬。鬚鯊非常灵活，它们可以轻而易举地咬抓着它们的尾部的手。鬚鯊有许多小的、尖的牙齿，被它们咬可以受重伤，即使穿潜水衣也有可能受重伤。鬚鯊咬住后不肯松口，很难摆脱它们。为了避免被咬在潜水时不要挑衅或围绕鬚鯊，注意海底，当心不要踩到没有看见的鬚鯊上。

## 經濟利用
雖然鬚鯊不吃人，但它们经常被人吃。鬚鯊肉经常被做成鱼片，澳大利亚的炸鱼薯条常用鬚鯊肉。鬚鯊的皮被用来做皮革。